# Dolina, Tržič
Dolina este o localitate din comuna Tržič, Slovenia, cu o populație de 70 de locuitori.